# Cúp quốc gia Scotland 1894–95
 Cúp quốc gia Scotland 1894–95 là mùa giải thứ 22 của giải đấu bóng đá loại trực tiếp uy tín nhất Scotland. Chức vô địch thuộc về St Bernard's khi đánh bại Renton 2-1 trong trận Chung kết.

## Lịch thi đấu
| Vòng      | Ngày thi đấu đầu tiên | Số trận đấu | Số đội tham gia |
| --------- | --------------------- | ----------- | --------------- |
| Vòng Một  | 24 tháng 11 năm 1894  | 16          | 32 → 16         |
| Vòng Hai  | 15 tháng 12 năm 1894  | 8           | 16 → 80         |
| Tứ kết    | 19 tháng 1 năm 1895   | 4           | 8 → 4           |
| Bán kết   | 9 tháng 3 năm 1895    | 2           | 4 → 2           |
| Chung kết | 20 tháng 4 năm 1895   | 1           | 2 → 1           |

## Vòng Một
| Đội nhà          | Tỉ số | Đội khách           |
| ---------------- | ----- | ------------------- |
| Abercorn         | 1 – 5 | Leith Athletic *    |
| Ayr Parkhouse    | 5 – 3 | Polton Vale         |
| Celtic           | 4 – 1 | Queen's Park        |
| Clyde            | 7 – 2 | Stevenston Thistle  |
| Dumbarton        | 2 – 1 | Galston             |
| Dundee           | 5 – 1 | Orion               |
| Hibernian        | 6 – 1 | Forfar Athletic     |
| Kilmarnock       | 5 – 1 | East Stirlingshire  |
| Lochee United    | 2 – 5 | King's Park         |
| Motherwell       | 1 – 2 | Mossend Swifts      |
| Raith Rovers     | 6 – 3 | Fifth KRV *         |
| Rangers          | 1 – 2 | Heart of Midlothian |
| Slamannan Rovers | 2 – 3 | Renton *            |
| St Bernard's     | 4 – 2 | Airdrieonians       |
| St Mirren        | 5 – 0 | Battlefield *       |
| Third Lanark     | 4 – 5 | Annbank             |

- Trận đấu tuyên bố bỏ trống

### Đá lại
| Đội nhà   | Tỉ số | Đội khách        |
| --------- | ----- | ---------------- |
| Abercorn  | 4 –1  | Leith Athletic   |
| Fifth KRV | 4 – 3 | Raith Rovers     |
| Renton    | 4 –0  | Slamannan Rovers |
| St Mirren | 8 –1  | Battlefield      |

## Vòng Hai
| Đội nhà       | Tỉ số | Đội khách           |
| ------------- | ----- | ------------------- |
| Abercorn      | 1 –6  | Heart of Midlothian |
| Ayr Parkhouse | 3 – 1 | Mossend Swifts      |
| Clyde         | 4 – 2 | Annbank             |
| Dundee        | 2 – 0 | St Mirren           |
| Hibernian     | 2 – 0 | Celtic *            |
| King's Park   | 2 – 1 | Dumbarton           |
| Renton        | 6 – 0 | Fifth KRV           |
| St Bernard's  | 3 – 1 | Kilmarnock          |

- Trận đấu tuyên bố bỏ trống

### Đá lại
| Đội nhà   | Tỉ số | Đội khách |
| --------- | ----- | --------- |
| Hibernian | 0 –2  | Celtic    |

## Tứ kết
| Đội nhà             | Tỉ số | Đội khách    |
| ------------------- | ----- | ------------ |
| Ayr Parkhouse       | 2 – 3 | Renton       |
| Clyde               | 2 – 6 | St Bernard's |
| Dundee              | 1 – 0 | Celtic       |
| Heart of Midlothian | 4 – 2 | King's Park  |

### Đá lại
| Đội nhà | Tỉ số | Đội khách    |
| ------- | ----- | ------------ |
| Clyde   | 1 – 2 | St Bernard's |

## Bán kết
| Đội nhà             | Tỉ số | Đội khách    |
| ------------------- | ----- | ------------ |
| Dundee              | 1 – 2 | Renton *     |
| Heart of Midlothian | 0 – 0 | St Bernard's |

- Match was played as a friendly due to difficult field conditions

### Đá lại
| Đội nhà             | Tỉ số | Đội khách    |
| ------------------- | ----- | ------------ |
| Dundee              | 1 – 1 | Renton       |
| Heart of Midlothian | 0 – 1 | St Bernard's |

### Đá lại lần 2
| Đội nhà | Tỉ số | Đội khách |
| ------- | ----- | --------- |
| Renton  | 3 – 0 | Dundee    |

## Chung kết
| St Bernard's | 2 – 1 | Renton |
| ------------ | ----- | ------ |
|              |       |        |